# Günter Germann

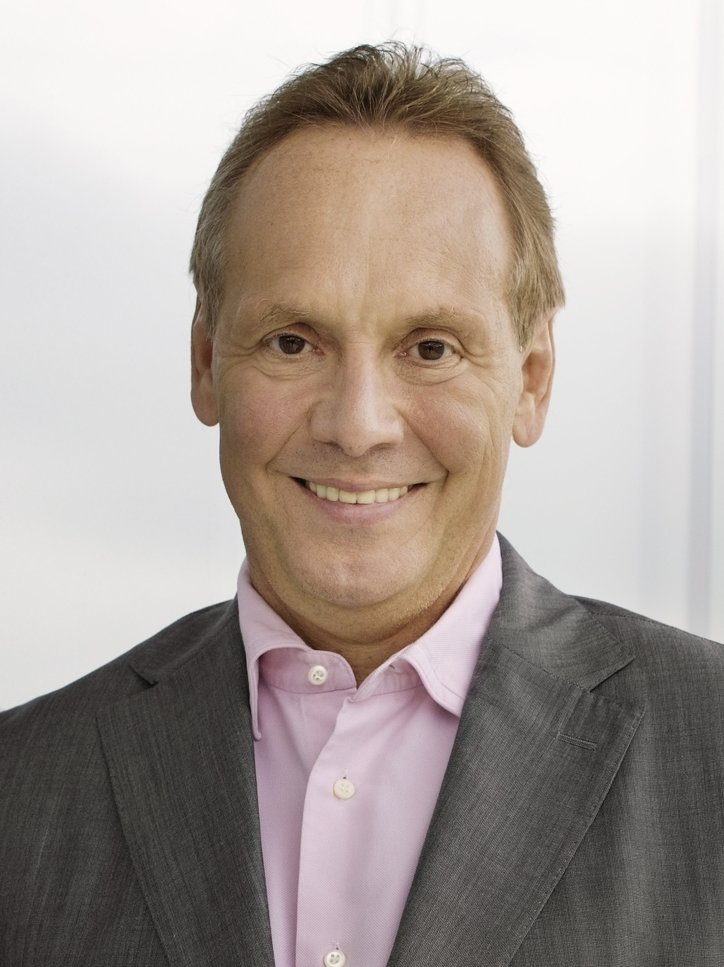
Günter Germann

Günter Germann (* 21. März 1952 in Wiesbaden) ist Facharzt für Plastische und Ästhetische Chirurgie.

## Leben
Günter Germann studierte Humanmedizin in Düsseldorf und Mainz. Auf seine Habilitation 1989 folgten ärztliche und wissenschaftliche Stationen in Deutschland und in den USA. Seine wissenschaftliche Forschung konzentriert sich auf die Entwicklung neuer Verfahren in der Mikrochirurgie und den innovativen Einsatz körpereigener Stammzellen für die Ästhetische Medizin und Erkrankungen durch Degeneration.
Vor seiner medizinischen Karriere war Germann als Leistungssportler aktiv: Mit dem BSV 07 Schwenningen spielte er in den siebziger Jahren als Torhüter in der 2. Bundesliga Süd.

## Karriere
Von 1993 bis Januar 2010 leitete Germann die Klinik für Hand-, Plastische und Rekonstruktive Chirurgie – Schwerbrandverletztenzentrum an der BG-Unfallklinik in Ludwigshafen am Rhein. Sie zählt auch international zu den renommiertesten Einrichtungen ihrer Art, die in der Lehre, Forschung und Weiterbildung die Aufgaben der Universität Heidelberg übernimmt. Dort hatte Germann ab 1999 die Professur für Plastische Chirurgie und Handchirurgie inne.
Seit 2010 ist Germann Ärztlicher Direktor des Ethianum, Klinik für Plastisch-Rekonstruktive, Ästhetische Chirurgie, Handchirurgie, Wirbelsäulenchirurgie, Orthopädische Chirurgie und Operative Gynäkologie sowie Dermatologie und
Präventive Medizin in Heidelberg.
Germann war drei Jahre Präsident der Deutschen Gesellschaft der Plastischen, Rekonstruktiven und Ästhetischen Chirurgen (DGPRÄC), der einzigen international anerkannten Vertretung Deutschlands für Plastische Chirurgie. Zudem ist er Mitglied in zahlreichen nationalen und internationalen medizinischen Fachgesellschaften und Gründungsmitglied der Deutschen Gesellschaft für Verbrennungsmedizin. Für sein wissenschaftliches Werk wurde er mit dem McCormack Preis der University of Rochester (New York) ausgezeichnet.